# Jeffrey Merchant
Jeffrey Merchant (Olavarría, Buenos Aires, 9 de septiembre de 1997) es un baloncestista argentino que juega en la posición de ala pivote para el Independiente de General Pico  de La Liga Federal de Argentina. 

## Trayectoria

### Clubes
| Club                          | País      | Año             |
| ----------------------------- | --------- | --------------- |
| Pueblo Nuevo                  | Argentina | 2013            |
| Quilmes                       | Argentina | 2014 - 2017     |
| Petrolero Argentino           | Argentina | 2017 - 2018     |
| Estudiantes de Olavarría      | Argentina | 2018 - 2019     |
| Quilmes                       | Argentina | 2019 - 2021     |
| Estudiantes de Olavarría      | Argentina | 2021 - 2022     |
| GEPU                          | Argentina | 2022 - 2023     |
| Pergamino Básquet             | Argentina | 2024            |
| Independiente de General Pico | Argentina | 2024            |
| Pueblo Nuevo                  | Argentina | 2024            |
| Independiente de General Pico | Argentina | 2024 - Presente |

## Selección nacional
Merchant jugó en los seleccionados juveniles de baloncesto de la Argentina, participando del Campeonato Sudamericano de Baloncesto Sub-15 de 2012, el Campeonato FIBA Américas Sub-16 de 2013 y el Campeonato Mundial de Baloncesto Sub-17 de 2014. 

## Vida privada
Jeffrey Merchant es hijo de Edgar Merchant, un ex-baloncestista profesional estadounidense que jugó en varios equipos de la Liga Nacional de Básquet. Su hermano Edgar Merchant Junior también juega baloncesto de manera profesional. 